# Chi1 Hydrae
Pour les articles homonymes, voir Chi Hydrae.
Désignations
Chi1 Hydrae (en abrégé χ1 Hya) est une étoile binaire de la constellation de l'Hydre. Elle est visible à l'œil nu avec une magnitude apparente combinée de 4,94. Le système présente une parallaxe annuelle de 22,8 mas mesurée par le satellite Gaia, ce qui indique qu'il est distant d'environ ∼ 143 a.l. (∼ 43,8 pc) de la Terre. Il s'éloigne du Système solaire à une vitesse radiale de +19 km/s.

## Propriétés
Chi1 Hydrae est une étoile binaire visuelle rapprochée dont les deux étoiles, désignées Chi1 Hydrae A et B, complètent une orbite l'une autour de l'autre avec une période de 7,55 ans et avec une excentricité de 0,35. Elles sont classées toutes deux comme des étoiles jaune-blanc de la séquence principale de types spectraux F4 V et F7 V respectivement, mais elles apparaissent avoir la même masse, étant 1,93 fois plus massives que le Soleil. Le système est estimé être âgé de 1,3 milliard d'années.

## Nomenclature
χ1 Hydrae, latinisé Chi1 Hydrae, est la désignation de Bayer de l'étoile. Bayer et Flamsteed l'ont tous deux simplement nommée χ Hydrae, mais l'astronome français Lacaille a également donné cette désignation à une étoile voisine située plus à l'est. En 1826, l'astronome britannique Francis Baily distingue ces deux étoiles en leur donnant des chiffres suscrits, d'où les désignations modernes de χ1 et χ2 Hydrae.
χ1 Hydrae porte également la désignation de Flamsteed de 9 Crateris. John Flamsteed, dans son catalogue d'étoiles, incluait parmi les constellations l'Hydre (Hydra) ainsi que « l'Hydre et la Coupe » (Hydra & Crater). Cette dernière incluait indifféremment les étoiles de la Coupe à proprement parler et les étoiles de l'Hydre qui sont situées en dessous d'elle, Chi1 Hydrae étant l'une d'entre-elles.